# Dark Wave
Dark Wave [ˈdɑːkˈweɪv] (von englisch dark = ‚dunkel‘, ‚trüb‘, wave = ‚Welle‘) ist eine historische Bezeichnung für musikalische Spielarten, die sich ab dem Ende der 1970er Jahre im Zuge der New-Wave- und Post-Punk-Bewegung herausbildeten und hinsichtlich ihrer klanglichen Umsetzung als dunkel, trist, elegisch oder sehnsuchtsvoll wahrgenommen werden.
Hierzu zählen unter anderem Rockmusik im Stil von Bands wie Joy Division oder The Cure, rein elektronisch arrangierte Kompositionen (beispielsweise frühe Anne Clark oder Psyche) sowie Kompositionen auf der Basis einer semi-akustischen Instrumentierung mit Gitarren, Flöten, Trommeln oder Violinen (z. B. bei Deine Lakaien, In the Nursery und Death in June).
Im engeren Sinne erfasst Dark Wave die Strömungen Cold Wave, Electro Wave, Ethereal, Gothic Rock, Neofolk und Neoklassik sowie die Neue Deutsche Todeskunst und Teile der Neuen Deutschen Welle. Umstritten ist die Ausweitung auf das Post-Industrial-Umfeld, da es wechselseitig zu stilistischen Überlagerungen kam und demzufolge die Genregrenzen stark verschwammen (so bei Attrition, Die Form, Kirlian Camera und Pink Industry).
Primär von England ausgehend entwickelte sich Dark Wave innerhalb weniger Jahre zu einer weltweiten Bewegung, die sich bis nach Japan und Neuseeland erstreckte. Eine erste Blütezeit erlebte die Szene etwa in der Mitte der 1980er Jahre. Eine zweite Welle folgte zu Beginn der 1990er, wobei Deutschland und zum Teil die Westküste der Vereinigten Staaten die führende Rolle übernahmen und auf die umliegenden Länder Einfluss ausübten.
Die Bewegung war länderübergreifend auch unter der Titulierung Doom & Gloom bekannt. Auf ihrer Grundlage entstand ein subkulturelles Milieu, dessen Anhänger als Waver oder (insbesondere in Deutschland) sporadisch als „Dark Waver“ bezeichnet wurden. Neben „konventionellen Wavern“ gehörten hierzu die frühen Goths, im deutschen Sprachraum auch Gruftis genannt.
Mit der Zurückdrängung vieler Wave-Stile in den Untergrund, der zunehmenden Aufspaltung in genrespezifische Events und den damit einhergehenden, subkulturellen Veränderungen verlor der Ausdruck „Dark Wave“ als Musik- und Szenebezeichnung zunehmend an Bedeutung.

## Namensherkunft
Die Herkunft der Bezeichnung Dark Wave ist umstritten. Die bisher älteste bekannte Erwähnung innerhalb des deutschen Sprachraumes geht auf das Jahr 1985 zurück: in der Mai-Ausgabe der Musikzeitschrift Spex werden die Alben The Gift von Cyan Revue und Priests and Petrol von Leningrad Sandwich in einer Anzeige des EFA-Vertriebs als Dark Wave beworben. Im Mai 1986 verwendete die Gothic-Rock-Band Marquee Moon sie in einem Interview mit dem Kölner Independent-Magazin E.B. (später EB/Metronom).
Die reguläre Nutzung der Bezeichnung begann jedoch erst 1988 länderübergreifend. In einer Mai-Ausgabe der deutschen Independent-Zeitschrift My Way wird die Musik von Gruppen wie Fields of the Nephilim und The Mission als Dark Wave tituliert. Im selben Jahr findet sich eine Nennung in der November-Ausgabe des Schweizer Soundmagazines New Life, dieses Mal in Bezug auf die Single Love Will Tear Us Apart von Joy Division. Einen Monat später, in der Dezember-Ausgabe der Zeitschrift Spex, wird (wiederholt vom EFA-Vertrieb) das Album Play der französischen Band Clair Obscur als Dark Wave beworben. Anschließend wurde Dark Wave nahezu nahtlos bis in die Mitte der 1990er Jahre hinein genutzt und konnte sich einige Zeit später auch in den USA etablieren.
Besonders nennenswert ist in diesem Zusammenhang das in Brooklyn (New York City) beheimatete Musiklabel Projekt Records, das lange Zeit mit der deutschen Plattenfirma Hyperium Records zusammenarbeitete und seit 1993 die Bezeichnung Dark Wave (hier als „Darkwave“) in seinem Mailorderkatalog führte, um Veröffentlichungen deutscher Bands, wie Project Pitchfork, auf dem amerikanischen Markt zu veräußern. Überdies besaß die deutsche Firma Gymnastic Records (aufgegangen in Chrom Records, das Label, bei dem auch Deine Lakaien unter Vertrag stehen) ein Schwesterlabel in Los Angeles. Für einen regen Austausch zwischen den Kontinenten war somit gesorgt.
Weitere Spuren finden sich in Frankreich: In einem Interview in der 1989er-Frühjahrsausgabe der französischen Zeitschrift Illusions Perdues bezeichnet Gitarrist Rémy Lozowski die Musik seiner Cold-Wave-Formation Excès Nocturne als New Wave Noire (dt. ‚schwarze New Wave‘).
Eine ältere, alternativ zu Dark Wave verwendete Bezeichnung war Doom bzw. Doom Wave (engl. doom = ‚Verhängnis‘, ‚Schicksal‘ ‚Tod‘). Diese ist seit 1984 in Deutschland belegt. So warb das Mettmanner Punk-Fanzine The Mettmist:

„Am 28.12. gibt es eine Jubiläumssendung der deutschen John-Peel-Konkurrenz Graffiti (WDR 2, Freitag, 21:05–22:30 Uhr). Das bisherige Programm verspricht viel Musik von Punk bis Doom Wave!“

Noch Anfang des Jahres 1992 wird die Bezeichnung Doom in der Echinger Independent-Zeitschrift Hysterika erwähnt. Mit dem Aufschwung eines gleichnamigen Metal-Genres in den frühen 1990er-Jahren (Doom Metal, häufig auf Doom verkürzt) verschwand sie jedoch allmählich aus dem Sprachgebrauch der Wave-Szene.
Vergleichbare Bezeichnungen sind Depro-Wave und Depro-Punk, die seit der ersten Hälfte der 1980er für die Musik von Joy Division, EA 80 oder Fliehende Stürme verwendet werden. Der Ausdruck Depro-Punk tauchte u. a. 1982 in einem deutschen Fanzine als Beschreibung der Musik der Schweizer Band Mittageisen auf.

## Wurzeln

### New Wave
Die Wurzeln der Dark-Wave-Bewegung liegen in der New-Wave-Ära. New Wave steht für die „Neue Welle“ im Bereich der Populärmusik, die in der Mitte der 1970er-Jahre zu Tage trat und sich bis in die zweite Hälfte der 1980er-Jahre beinahe über den gesamten Globus erstreckte. Neu für diese Musik war eine Abkehr von der progressiv gestalteten Rockmusik der 1970er, die durch Komplexität und realitätsferne Charakterzüge geprägt war und jegliche Spontaneität und Interaktion mit dem Publikum vermissen ließ. Diese, auch als Arena-Rock oder Adult Rock (Rock für Erwachsene) betitelte und als Produkt spätkapitalistischer Kultur verstandene Form des Rock war besonders jugendlichen Arbeitslosen der Unter- und Mittelschicht ein Dorn im Auge. Was ihnen fehlte, war ein Ventil für angestaute Emotionen und Kümmernis – kurze, eingängige und mitreißende Songs sowie Musiker, die sich mit den Problemen und Interessen der Jugendlichen auseinandersetzten. Erste Ansätze einer Veränderung lieferte der Pub Rock, der überwiegend in kleinen Kneipen (Pubs) gespielt wurde und einen direkten Austausch zwischen Musiker und Publikum ermöglichte. Doch erst die Punk-Bewegung konnte diese Rückbesinnung auf die Anfänge des Rock ’n’ Roll auf weltweiter Ebene durchsetzen. Der Ausdruck New Wave wurde somit zunächst mit der Punk-Bewegung assoziiert. Aufgrund der rasanten Veränderungen in der Musikwelt, die der Punk mit sich brachte, erfuhr die – in Anlehnung an die französische Filmkunst Nouvelle Vague – etablierende Bezeichnung New Wave eine Bedeutungserweiterung und implizierte schon bald zahlreiche musikkulturelle Strömungen, die auf beiden Seiten des Atlantiks aus Teilen der Punk-Bewegung hervorgingen oder simultan dazu ihr Revival feierten (bspw. die Mod- oder 2-Tone-Ska-Bewegung).
Im deutschsprachigen Raum fand sich New Wave in Form der Neuen Deutschen Welle wieder. In diesem Fall jedoch weit umfassender, wurden auch Teilbereiche des deutschsprachigen Punks (u. a. Abwärts) und der Post-Industrial- und Avantgarde-Musik (Einstürzende Neubauten) unter dem Begriff Neue Deutsche Welle geführt.
Ab etwa 1978 gewann New Wave als Vermarktungsetikett zunehmend an Bedeutung und wurde zum Teil bis Ende der 1980er – zeitweise in seiner Kurzform „Wave“ – international genutzt. Radio-Stationen sowie der im August 1981 gegründete, US-amerikanische Fernsehsender MTV trugen nachträglich zur Verbreitung der Bezeichnung bei.

### Post-Punk
Wurden in den 1970er Jahren unter der Bezeichnung New Wave noch Stilformen unterschiedlicher Couleur vereint, die aus der Punk-Bewegung hervorgingen und den Punk um neue Komponenten erweiterten, so erfolgte zu Beginn der 1980er der Versuch einer Trennung zwischen Bands, die stilistisch noch stark zum Punk neigten (Killing Joke) und denen, die zunehmend (elektronische) Pop-Elemente aufgriffen (zum Beispiel Visage). Erstere firmierten schon bald unter der Sammelbezeichnung Post-Punk, letztere verblieben unter der Bezeichnung New Wave. Eine stilistische und kulturelle Trennung zwischen Post-Punk und New Wave war anfangs jedoch vielerorts unüblich und beide Bezeichnungen wurden in der Musikpresse bis 1982/83 oft sogar synonym verwendet. Erst als die New Wave infolge ihrer Kommerzialisierung zunehmend mit herkömmlicher Popmusik in Verbindung gebracht wurde, entwickelte sich Post-Punk als Alternativbezeichnung.
Diese Form der Differenzierung, die sich zunächst auf Großbritannien und die Vereinigten Staaten beschränkte, blieb dem Dark-Wave-Umfeld weitgehend fremd. So zählen auch heute noch sowohl renommierte Post-Punk-Bands, wie Joy Division, Bauhaus und The Cure, als auch spätere New-Wave-Gruppen, wie Depeche Mode, zu den Ikonen der Dark-Wave-Bewegung.

## Einflussfaktoren

### Rockmusik
Bereits vor Beginn der New-Wave-Ära gab es im Rahmen der Rockmusik vereinzelt Musiker, die sich kompositorisch der Schattenseite des Lebens zuwandten. Als eine herausragende Persönlichkeit gilt in diesem Fall die deutsche Musikerin Nico. Die von ihr erschienenen Alben The Marble Index (1969) und Desertshore (1970) zählen zu den einflussreichen Werken der Rock-Geschichte. Künstler wie Siouxsie Sioux (Siouxsie and the Banshees), Ian Curtis (Joy Division), Peter Murphy (Bauhaus) und Ian Astbury (The Southern Death Cult) zeigten sich von der ehemaligen Velvet-Underground-Chanteuse fasziniert.
Weiterhin inspirierten Vertreter des Psychedelic Rock, speziell The Doors, einen Teil der europäischen Musikkultur. Joy Division spielten den The-Doors-Titel Riders on the Storm auf einigen ihrer Konzerte. 1993 erschien die Compilation Lizard King – A Tribute to Jim Morrison, auf der Interpreten wie Alexander Veljanov (Deine Lakaien), Peter Spilles (Project Pitchfork), Martin von Arndt (Printed at Bismarck’s Death) oder Rüdiger Frank (The Tors of Dartmoor) den Doors ihren Respekt zollen. Eine weitere Compilation, die aus dem Gothic-Umfeld stammende Gruppen wie Alien Sex Fiend, The Mission, Mephisto Walz, Nosferatu und Rosetta Stone abdeckt, erschien 2000 unter dem Titel Darken My Fire. Ian Astbury, ehemaliger Sänger der Band The Southern Death Cult, startete um 2002 gemeinsam mit Ray Manzarek und Robby Krieger ein The-Doors-Revival unter dem Projektnamen The Doors of the 21st Century.
Ab 1978 gewann der Einfluss der elektronischen Musik durch Künstler wie Kraftwerk und Brian Eno im New-Wave-Umfeld an Bedeutung. Neu entwickelte Klangerzeuger, wie Korg MS-20 und Roland CR-78, ermöglichten erstmals die Verwendung von Synthesizern und Drumcomputern als vollwertig einsetzbare Musikinstrumente. Einer der ersten Solisten, die sich durch die Musik von Kraftwerk inspirieren ließen, war der Brite David Bowie. Seine als „Berlin-Trilogie“ bezeichnete Werkesammlung (Low 1977, Heroes 1977 und Lodger 1979) ebnete wiederum den Pfad für frühe Electro-Wave-Pioniere, wie Fad Gadget, Ultravox, Gary Numan & Tubeway Army aber auch Depeche Mode, und nahm mit Tracks wie Beauty and the Beast oder Red Sails zugleich zentrale Elemente des Gothic Rock, wie etwa Gesangstechnik, Flanger-Gitarren und tiefer gestimmte Basslinien, vorweg.

### Kunstmusik
Ein häufig unterschätzter Einfluss ist der der Kunstmusik. Besonders Komponisten der Romantik, wie Gustav Mahler, Richard Wagner, Anton Bruckner, Franz Schubert, Pjotr Iljitsch Tschaikowski, Sergei Wassiljewitsch Rachmaninow, und der Neuen Musik, wie Igor Strawinsky, sind im Dark-Wave-Umfeld von großer Bedeutung.
So berichtete das Wave-Magazin Glasnost bereits 1991 über die „Inspiration der Wave-Musik durch Klassische Musik“. Etliche Künstler, wie Dead Can Dance, In the Nursery, Anne Clark, Deine Lakaien, Soul in Isolation, Sopor Aeternus oder Ophelia’s Dream, ließen sich durch die Musik früherer Komponisten inspirieren:

„Schon seit einigen Jahren entdecken Wave-Bands ihre Wurzeln in der Klassischen und mittelalterlichen Musik. Prominenteste Vertreter sind da mit Sicherheit Dead Can Dance und In the Nursery.“

In der zweiten Hälfte der 1980er mündete die Faszination an der Romantik, der Alten und der Neuen Musik in der Entwicklung der Neoklassik.
Einflüsse aus Chanson, insbesondere Kabarettliedern, fanden schon früh Eingang in die Musik der Dark-Wave-Szene. Einige Beispiele hierfür sind Siouxsie and the Banshees (Red Light, The Staircase, Cocoon, Obsession), Malaria! (Traum) sowie die Sex Gang Children (Dead Metal, Last Chants for the Slow Dance). Andi Sexgang ließ sich dabei von Chansonetten wie Édith Piaf inspirieren. Unter dem Bandnamen Dirty Roseanne spielte er 1986 zusammen mit dem Italiener Piero Balleggi eine EP mit Kabarettliedern ein. Die Schweizer Band The Vyllies zählte in der Mitte der 1980er zu den ersten Gruppen, die Kabarett-Einflüsse elektronisch verarbeiteten (The Food Prayer, Whispers in the Shadows, Playing in the Sand). Weitere nennenswerte Künstler sind Gavin Friday (Apologia), Neva (Le Clown), Ghosting (Let Me Stay, Walzing Mathilda) sowie die Untoten (Catnip, Tanz der Hexen, Desdemona) und Cinema Strange.
Im neuen Jahrtausend verfolgten Katzenjammer Kabarett und Deadchovsky (Butterfly Psyko Effekt) den eingeschlagenen Weg weiter. Bands wie Black Tape for a Blue Girl (Shadow of a Doubt, Knock Three Times) wandten sich kurzzeitig dem Genre zu.

## Entwicklungsgeschichte
Die Geschichte der Dark-Wave-Bewegung lässt sich in mindestens drei Etappen gliedern:
1979–1989 – Klassische Phase: In dieser Ära bildeten sich die sechs elementaren Stilarten Electro Wave, Gothic Rock, Cold Wave, Ethereal, Neofolk und Neoklassik heraus, das siebte Genre, die sogenannte Neue Deutsche Todeskunst, entstand um etwa 1989 und speiste stilistisch überwiegend aus den sechs vorangegangenen Strömungen. Viele Musikgruppen dieser Zeit wurzelten in der Post-Punk-Bewegung und nutzten die Do-It-Yourself-Ideologie, die der Punk ihnen zuvor ermöglichte, als Sprungbrett. Als Ausgangsbasis fungierte hauptsächlich Großbritannien, es lassen sich jedoch Parallelerscheinungen in anderen Regionen erkennen, sodass man von einer gesamt-europäischen Bewegung sprechen kann. Der Einfluss auf die musikkulturelle Entwicklung in den Küstenregionen der Vereinigten Staaten ist umstritten. Der Death-Rock, der sich vorzugsweise im kalifornischen Raum herausbildete, verstand sich zunächst als unabhängig entwickelte Strömung, bei der sich erst im Verlauf der 1980er Jahre Überlagerungen mit der europäischen Kultur bemerkbar machten. Nach dem Ausklingen der Klassischen Phase erfolgte eine deutliche Verminderung post-punk-typischer Nuancen, wie sie bei vielen Kompositionen dieser Zeit üblich waren.
1990–1999 – Auftrieb und Regression: Dieser, häufig als Revival wahrgenommene Zeitabschnitt umfasst die Neugründung und die ansteigende Popularität zahlreicher Nachwuchsgruppen und Plattenfirmen zu Beginn sowie den rasanten Niedergang der Dark-Wave-Bewegung in Ländern wie Deutschland ab der Mitte der 1990er Jahre. Die nachfolgenden Jahre sind durch die anhaltende Rückbildung auf globaler Ebene infolge von Stagnation, Verdrängung, Stiländerung und Verschmelzung mit „wave-untypischen“ Musikstilen, bspw. Ethereal mit Trip-Hop, gekennzeichnet. Die Strömungen Cold Wave, Electro Wave und Neue Deutsche Todeskunst sowie der traditionelle Gothic Rock gelten mit dem ausklingenden Jahrzehnt vielerorts als erloschen.
Seit 2000 – Entwicklung bis zur Gegenwart: Dieser Zeitraum markiert kleinere Revivals, wie das Gothic-Revival (Batcave-Revival, oft verknüpft mit einem Minimal-Electro-Revival). Diese Revivals basieren vorwiegend auf einer Demo- und Internet-Ebene sowie kleineren Festivals. Ethereal verzeichnet zu Beginn des neuen Jahrtausends eine Ausklangphase; das an die Stilrichtung gekoppelte Mailorder- und Tonträger-Unternehmen Projekt Records widmet sich verstärkt der Kabarett-Musik und vermarktet diese als Dark Cabaret. Die Stile Neoklassik und Neofolk existieren hingegen konstant weiter. Bedingt durch den Niedergang der Wave-Bewegung ab der zweiten Hälfte der 1990er und den damit einhergehenden Wandel des Zielpublikums gerät „Dark Wave“ als Sammelbezeichnung allmählich außer Gebrauch.

### Klassische Phase (1979–1989)
Auf der Basis von New Wave und Post-Punk schufen ab dem Ende der 1970er Jahre verschiedene Newcomer-Bands den Nährboden für eine neue, musikkulturelle Bewegung, die Introvertiertheit, Desillusion, Weltschmerz, Todessehnsucht, aber auch Gesellschafts- und Religionskritik, Philosophie, Naturmystik, Esoterik, Eskapismus und Romantik thematisch und klanglich in sich vereinte. Viele dieser Künstler reflektierten die aus der Punk-Bewegung bekannten Zukunftsängste (No Future), insbesondere vor der stetig ansteigenden Massenarbeitslosigkeit infolge einer weltwirtschaftlichen Depression oder vor einem drohenden Atomkrieg durch das kontinuierliche Wettrüsten während der erneuten Zuspitzung des Kalten Krieges. Mit dem Beginn des Thatcherismus verstärkten sich diese Endzeitvisionen oder nahmen binnen kürzester Zeit Gestalt an.

„Als Ende der 1970er, Anfang der 1980er diese Art von Musik – im Anschluss an die vom Kommerz zernagte Punk-Bewegung – populär wurde, hatte sie ähnliche gesellschaftliche und soziale Missstände zum Inhalt wie etliche Punk-Gruppen. […] Insofern ist es nicht weiter verwunderlich, dass viele Künstler in ihrer Musik eigene Emotionen, Ängste und Sehnsüchte verarbeiten und die Grundstimmung ihrer Songs trübe, düster und schwermütig gerät: Es ist die kontinuierliche Auseinandersetzung mit der eigenen, inneren Realität.“

Keine unwesentlichen Spuren hinterließen hierbei die Lebensbedingungen, die speziell in den 1970er Jahren mit den als grau, kalt, trostlos und anonym empfundenen, in aller Eile aus dem Boden gestampften Hochhaussiedlungen eine neue Ära einläuteten und sich in den musikalischen Ausdrucksformen vieler Künstler widerspiegeln:

„Wir wohnten direkt im Mördermekka der Midlands, in Northampton. Es war eine einzige Leere, diese graue, hoffnungslose, nasskalte britische Inselmentalität. Nicht-Kultur. Wir waren mittendrin, und ‚In The Flat Field‘ (Anm.: das Bauhaus-Debüt) handelte direkt davon, in dieser gottlosen, flachen Landschaft zu leben, in diesem linearen, sich nirgendwo erhebenden Bewusstsein, das tatsächlich das Ergebnis dessen zu sein schien, was Nietzsche prophezeit hatte: den Tod Gottes.“

Damit einher ging der Versuch der Weltflucht aufgrund fehlender Zukunftsperspektiven und der als gefühlskalt und farblos wahrgenommenen Realität. Mit der Zielsetzung, als Musiker den Lebensumständen und der finanziellen Notlage zu entfliehen, boten viele Künstler nicht nur sich selbst ein Ventil für angestaute Emotionen, sondern auch zahlreichen frustrierten Jugendlichen dieser Zeit, die – enttäuscht vom Punk, der „das öde Grau hatte wegreißen wollen, letztendlich aber nur umgestaltet hatte“ – kein positives Lebensgefühl in den öden Arbeitersiedlungen und Trabantenstädten, inmitten ihrer zunehmend industriell zerstörten Umwelt, entfalten konnten.
Um das Verhältnis zur New-Wave- und Post-Punk-Bewegung und den damit verbundenen musikstilistischen Analogien weiterhin ersichtlich zu machen, entstanden im Laufe der Zeit mehrere Schlag- und Behelfswörter, die zwar die Namensbestandteile „-wave“ und „-punk“ in sich trugen, sich langfristig allerdings nicht durchsetzen konnten (siehe hierzu auch Namensherkunft). Erst Ende der 1980er Jahre, und durch Modifizierung des voranstehenden Adjektivs, etablierte sich die Bezeichnung für jenes neue Genre, das seine musikkulturellen Ausgangsformen um mehr als zwei Dekaden überlebte: aus „New Wave“ wurde „Dark Wave“.

#### Künstler mit essentieller Bedeutung
Joy Division
Joy Division zählten zu den bedeutendsten Künstlern aus dem Post-Punk-Umfeld und gaben der Entfaltung der Gothic-Rock- und Cold-Wave-Bewegung, speziell mit dem zweiten Album Closer von 1980, wichtige Impulse. Dieses Werk hebt sich deutlich von seinem Vorgänger ab und reflektiert den Gemütszustand des Sängers Ian Curtis wenige Wochen vor seinem Tod. Vor allem westeuropäische Bands, wie die Cocteau Twins, Death in June, In the Nursery, Clair Obscur, Siglo XX oder auch Endraum, Gruppen, die später selbst einmal im Dark-Wave-Umfeld eine zentrale Rolle spielten, zeigten sich von der Musik von Joy Division inspiriert.
Bauhaus
Bauhaus gilt als die erste Gothic-Band überhaupt, auch wenn sie seitens der Presse oft als David-Bowie-Kopie belächelt wurde. Bedeutsam für die Dark-Wave-Bewegung war besonders die 1979er Debüt-Single Bela Lugosi’s Dead, eine Hommage an den Schauspieler Béla Ferenc Dezső Blaskó. Durch das 1981er Album Mask, mit Titeln wie The Passion of Lovers, Hair of the Dog und Hollow Hills, konnten Bauhaus ihren Status als „Godfathers of Goth“ festigen. 1983 gelang der Gruppe mit She’s in Parties ein letzter Hit, bevor sie sich im Juli desselben Jahres infolge band-interner Differenzen auflöste.
The Cure
Ebenso wie Joy Division stammen The Cure aus der Post-Punk-Szene Englands und zählen seit Anfang der 1980er Jahre zu den Wegbereitern der Gothic-Rock- und Cold-Wave-Bewegung. Insbesondere die Alben Faith (1981) und Pornography (1982) stellen durch ihre in sich gekehrte und weltschmerzdurchtränkte Art einen merklichen Wandel gegenüber früheren Werken der Gruppe dar. Vergänglichkeit und Glaube sind dabei persistent wiederkehrende Themen.
The Sisters of Mercy
Als eines der Zugpferde der Leedser Post-Punk-Szene feierten The Sisters of Mercy ihren ersten größeren Erfolg mit der 1982er Single Alice. Nur ein Jahr später gelang der Band mit dem Titel Temple of Love der Durchbruch. Die tiefe Stimmlage Andrew Eldritchs und der Einsatz eines Drumcomputers formten die Band zur Ikone der zweiten Generation des Gothic Rock. Trotz mehrjähriger Bühnenabstinenz und der Hinwendung zum Hard Rock mit dem Album Vision Thing in den 1990ern behielt sie diesen Status bis in die Gegenwart bei.
Anne Clark
Anne Clark, eine der namhaften Künstlerinnen aus dem Spoken-Word-Umfeld, nutzte schon früh Literatur und Musik als Ausdrucksmöglichkeit. Ihr Debüt The Sitting Room von 1982, auf dem sie ihre Texte erstmals einer breiteren Masse musikalisch darbietet, enthält keine Hits, konnte allerdings in Teilen der Dark- und Electro-Wave-Szene durch seine getragene, introvertierte Grundstimmung deutlich Eindruck hinterlassen. Ihre größten Erfolge feierte Anne Clark anschließend mit Sleeper in Metropolis (1983) und Our Darkness (1984).
Xmal Deutschland
Die Hamburger Formation Xmal Deutschland startete ihre Karriere mit den Singles Schwarze Welt (1981) und Incubus Succubus (1982) auf Alfred Hilsbergs ZickZack-Label. Unter dem Banner der Neuen Deutschen Welle kreierte sie dabei als eine der ersten deutschen Bands Lieder im Gothic-Rock-Stil. Nach mehreren Konzerten mit den Cocteau Twins wurden Xmal Deutschland vom britischen Independent-Label 4AD unter Vertrag genommen und gewannen dadurch insbesondere im englischen Sprachraum an Popularität.
Dead Can Dance
Die australische Band Dead Can Dance veröffentlichte 1984 ihr gleichnamiges Debüt, das sich am Gothic-Sound der frühen 1980er orientierte, allerdings auch mit unkonventionellen Instrumenten, wie etwa einem Hackbrett in Frontier, aufwartete. Mit dem zweiten Werk Spleen and Ideal arbeitete das Duo erstmals vermehrt mit klassischen Arrangements. Auf den Einsatz gothictypischer Gitarren wurde weitgehend verzichtet. Die Abkehr von rock-orientierten Trackstrukturen und die Hinwendung zu monumentalen Klangwelten gipfelte 1987 in dem Album Within the Realm of a Dying Sun, einem für die Neoklassik wegweisenden Werk.
Clan of Xymox
Clan of Xymox aus den Niederlanden debütierten 1984 mit der EP Subsequent Pleasures. Neben dem Titel Going Round, der in Deutschland zu einem Untergrundhit aufstieg, fand vor allem Moscovite Musquito reichlich Gehör und wurde – bedingt durch sein lockeres Gitarrenspiel – mehrfach mit der Musik von The Cure, New Order und Echo & the Bunnymen verglichen. Das 1986 veröffentlichte Werk Medusa wurde – trotz anfänglicher Bedenken – ein internationaler Erfolg. Titel wie Louise, Michelle und Agonised by Love avancierten zu Hits und steigerten den Bekanntheitsgrad der Band in Europa, Mexiko und Teilen der Vereinigten Staaten.
Depeche Mode
Nach der noch unbeschwerten, von Vince Clarke geprägten Synthie-Pop-Phase begann die Basildoner Electro-Wave-Formation Depeche Mode ab 1982 damit, auch nachdenklich stimmende Stücke wie Blasphemous Rumours zu komponieren und fand vornehmlich mit dem 1986er Album Black Celebration im New-Wave- wie auch im Dark-Wave-Umfeld gleichermaßen Anklang. Einen wesentlichen Einfluss nahmen ihre Songs auf die frühen Veröffentlichungen von Silke Bischoff, Psyche oder Fading Colours. Architekt des eher düsteren Wave-Sounds von Depeche Mode war dabei nach der Vince Clarke-Zeit vor allem Gründungsmitglied Alan Wilder, der bis zum Verlassen der Band 1995 eine Vielzahl bekannter Depeche Mode-Lieder prägte.

#### Internationale Entwicklungen
Deutschland / Schweiz
Neben den bereits erwähnten Xmal Deutschland gab es noch eine Reihe weiterer Künstler, die sich – zum Teil im Zuge der Neuen Deutschen Welle – an ihren britischen Vorbildern orientierten. Nennenswert sind dabei Geisterfahrer (Schatten voraus, 1980), Malaria! (Emotion, 1982), Die Unbekannten (Casualties, 1981), Leningrad Sandwich (Heat, 1982) oder auch Mona Mur & Die Mieter (Jeszcze Polska, 1982), eine Kooperation zwischen Mona Mur und Mitgliedern der Einstürzenden Neubauten. Mit dem Abklingen der Neuen Deutschen Welle konzentrierten sich Gruppen wie Belfegore (Belfegore, 1984), die zu einem Drittel aus der NDW-Band Nichts hervorgingen, Remain in Silence (Monument, 1985) aus Hannover, der Berliner Act Marquee Moon (Beyond the Pale, 1985) oder Asmodi Bizarr (Sun Sierra, 1985) aus Düsseldorf vermehrt auf die Vertonung englischsprachiger Liedtexte. Ebenfalls aus Düsseldorf stammen They Fade in Silence (Frozen Dreams, 1986) und das Quartett Stimmen der Stille, dessen erste und einzige LP (Morgenstern, 1987) auf Peter Heins Sneaky-Pete-Records-Label veröffentlicht wurde. Weitere Gruppen waren Moloko + (Fields of War, 1986), Parchment Prayer (Parchment Prayer, 1987) und Die-Gants (Fishing for Compliments, 1988) sowie Danse Macabre (Hold Me / She Believes, 1989), die Dark Wave mit Elementen aus dem Oi!-Punk vermischten. Auch die Schweiz konnte, simultan zur deutschlandweiten Entwicklung, einige Bands wie Mittageisen (Mittageisen, 1983), Red Rain Coat (In Between the Fronts, 1984) oder The Vyllies (Lilith, 1985) vorweisen.
Vereinigte Staaten
In den Vereinigten Staaten machte sich unterdessen eine Parallelerscheinung bemerkbar, wobei der Einfluss durch die europäische Kultur auf die amerikanische Musikszene stark umstritten ist. Der Westen der Vereinigten Staaten, insbesondere die Stadt Los Angeles, gilt dabei als frühe Hochburg des auch als „American Gothic“ bezeichneten Death-Rock. 1981 erfolgte hier die Reunion der Band Christian Death, die sich innerhalb kurzer Zeit einen skandalösen Ruf erspielte. Das einige Monate später veröffentlichte Debüt (Only Theatre of Pain, 1982) sorgte auf Anhieb für Aufsehen und wurde sogleich für den französischen Markt lizenziert. Mit Christian Death indirekt verbunden waren zu jener Zeit die Bands Super Heroines (Cry for Help, 1982) und Mephisto Walz (Mephisto Walz, 1986). Gruppen wie 45 Grave (Sleep in Safety, 1983) und Screams for Tina (Strobelight Funeral, 1986), die sich hauptsächlich in regionalen Kreisen einen Namen machen konnten, entstammen demselben Milieu.
Großbritannien
Die wichtigste Bezugsquelle hinsichtlich Musik- und Mode-Trends blieb jedoch Großbritannien. Erzielte zuvor die New-Romantic-Bewegung mit Künstlern wie Visage, Gary Numan oder Ultravox weltweit erste Erfolge, so trieb die Londoner Szene mit der im Juli 1982 eröffneten Diskothek „Batcave“ bereits neue Blüten. Als Veranstaltungsort für Waver, New Romantics und Psychobillies entpuppte sich das Batcave zwischen 1982 und 1983 zu einem Sammelpunkt für Gothic-Punk-Bands und zum Entwicklungsort der britischen Gothic-Szene. Künstler wie Robert Smith, Ian Astbury, Nick Cave oder Marc Almond waren im Batcave regelmäßig zu Gast, die Veranstaltungen organisierte Ollie Wisdom (Specimen). Im Dunstkreis dieser Lokalität traten Bands wie Alien Sex Fiend (Who’s Been Sleeping in my Brain, 1983), Play Dead (The First Flower, 1983), Sex Gang Children (Naked, 1982), The Southern Death Cult (The Southern Death Cult, 1982) oder Virgin Prunes (…If I Die, I Die, 1982) hervor. In der Mitte der 1980er führten vermehrt Bands wie The Sisters of Mercy (First and Last and Always, 1985) oder deren Kontrahenten Fields of the Nephilim (Burning the Fields EP, 1985) das Zepter, weitere Bands wie Red Lorry Yellow Lorry (This Today, 1984), The March Violets (Natural History, 1984), The Rose of Avalanche (First Avalanche, 1985), Ghost Dance (River of No Return, 1986), B·F·G (Paris/Amelia, 1987) oder Every New Dead Ghost (River of Souls, 1989) folgten.
Frankreich
Für Nordfrankreich gilt die Musik von Joy Division, The Cure oder Siouxsie and the Banshees als Initialzündung der Cold-Wave-Bewegung. Sie existierte analog zur britischen New-Wave-Musik und lässt sich aufgrund ihrer Schneidigkeit und Kühle mit der Neuen Deutschen Welle oder bezüglich des Einsatzes von Moody-Slide-Gitarren mit dem frühen Gothic Rock vergleichen. Mit Künstlern wie KaS Product (By Pass, 1983), Trisomie 21 (Les Repos des Enfants Heureux, 1983), Clair Obscur (The Pilgrim’s Progress, 1986) oder Little Nemo (Private Life, 1988) wurde Cold Wave über französische Grenzen hinaus bekannt.
Spanien
In Spanien nahm die Dark-Wave-Bewegung 1981 mit den madrilenischen Formationen Décima Víctima und Parálisis Permanente ihren Anfang. Dies wurde durch den frühen Tod des Parálisis-Permanente-Sängers Eduardo Benavente († 14. Mai 1983) begünstigt, der dortzulande einen ähnlichen Status als Leitfigur erlangte wie Ian Curtis. Nach der unvermeidlichen Zersplitterung von Parálisis Permanente im Jahre 1983, startete um 1985 mit der barcelonischen Band Los Humillados ein weiterer zentraler Vertreter der spanischen Szene.
Griechenland
Von der britischen Musikkultur weiterhin inspiriert, zeigte sich Griechenland, wo – nach einigen Konzerten renommierter Bands wie Bauhaus, The Cure und Depeche Mode – besonders in der Hauptstadt Athen Gruppen wie Villa 21 (Ghost on the Move, 1983), The Reporters (Bare Hands, 1983), Forward Music Quintet (The Mystery of a Dying Species, 1983), Art of Parties (Last Time / Central Room, 1984), South of No North (Lacrimae Christ!, 1984), Metro Decay (Υπέρβαση, 1984), Fear Condition (… ’Till Night Comes Again, 1986), Film Noir (Never Ending Dream, 1986) oder Slow Motion (This Slow Motion, 1988) den Stein ins Rollen brachten.

#### Britische Regression und deutscher Auftrieb
Ab der Mitte der 1980er Jahre flaute der New-Wave-Boom allmählich ab. Die Dark-Wave-Bewegung selbst blieb größtenteils im Untergrund erhalten und wurde durch Künstler wie The Sisters of Mercy (Floodland, 1987), Dead Can Dance (Within the Realm of a Dying Sun, 1987), Fields of the Nephilim (Dawnrazor, 1987) oder The Cure (Disintegration, 1989) zusätzlich von oben herab bestärkt.
Das musikspezifische Interesse der Wave-Bewegung verlagerte sich allerdings sehr bald auf etliche, vor allem deutsche Newcomer-Bands wie Deine Lakaien, Girls Under Glass, Pink Turns Blue oder Love Like Blood, die den Weg in die 1990er Jahre ebneten und überdies die dunklen und melancholischen Klänge intensivierten. Künstler wie Gunnar Eysel, Bassist der 1988 gegründeten Formation Love Like Blood, bestätigen: „Da schreiben uns Leute, die sagen, aus Deutschland kämen momentan die besten Dark-Wave-Bands.“

### Auftrieb und Regression (1990–1999)

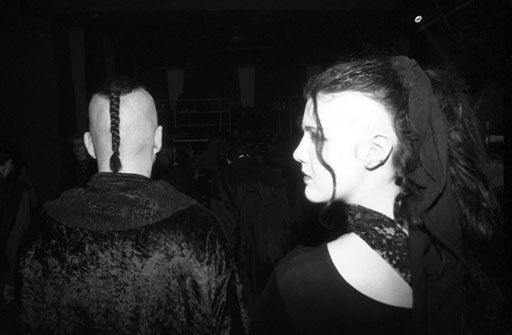
Dark Waver in einer Disco in Bayern 1997

Derweil verringerte sich die Anzahl der französischen Cold-Wave-Bands erheblich. Im Gegensatz dazu erlebte der deutsche Raum aufgrund der Deutschen Einheit und infolge der Herausbildung der Neuen Deutschen Todeskunst, mit Künstlern wie Das Ich, Goethes Erben oder Relatives Menschsein, einen deutlichen Aufschwung. Jenseits jeglicher Trends und völlig unbeeindruckt von zeitgemäßen Entwicklungen wie Grunge, Britpop oder Techno, traten unzählige junge Projekte wie Silke Bischoff, Garden of Delight, Diary of Dreams, Sopor Aeternus, Chandeen oder Love Is Colder Than Death in das Licht der Öffentlichkeit und führten die klangliche Vielfalt der späten 1980er Jahre zielstrebig fort. Als Bestseller entpuppten sich die Veröffentlichungen von Project Pitchfork, The Eternal Afflict, Wolfsheim und den Deine Lakaien.

„Der Trend ist eindeutig: Die großen Star-Bands verschwinden immer mehr aus dem Rampenlicht, während eine Vielzahl junger Nachwuchsbands sich stetig wachsenden Interesses seitens des Szene-Publikums erfreut. Und ohne unangenehmes Gefühl darf gesagt werden, dass Deutschland momentan das absolute Zentrum der Wave-Musik ist.“

Hauptsächlich im Untergrund erfolgreich blieben Passion Noire, Catastrophe Ballet, Soul in Isolation, Ghosting, Morbus Kitahara, Phallus Dei, Lady Besery’s Garden, Drown For Resurrection, La Morte de la Maison, Moonchild, Printed at Bismarck’s Death, La Floa Maldita, Stoa oder The House of Usher.
Einen gewissen Einfluss übten zu dieser Zeit Künstler wie Death in June oder Sol Invictus auf die deutsche Wave-Szene aus. Nachdem der Neofolk seit seiner Grundsteinlegung zunächst ein Schattendasein führte, übernahmen deutsche Nachwuchsgruppen wie Annabelle’s Garden, Silke Bischoff oder In My Rosary die Idee einer rein akustischen Instrumentierung, Bands wie Engelsstaub, Swans of Avon, Canticum Funebris und Hekate verknüpften den Neofolk mit Neoklassik- und Electro-Wave-Elementen oder verbanden ihn mit konventionellem Gothic Rock.
Diese Blütezeit stoppte in Deutschland zwischen Mitte und Ende der 1990er Jahre, nachdem die Popularität genrefremder Musikbereiche, wie Mittelalter-Rock oder Symphonic Metal, stieg oder anfänglich traditionsbewusste Wave-Bands stilistisch andere Wege gingen. Love Like Blood, Garden of Delight, Girls Under Glass und Catastrophe Ballet griffen verstärkt auf Metal-Elemente zurück, andere Gruppen, wie Fortification 55, Project Pitchfork, The Eternal Afflict oder Love Is Colder Than Death, wandten sich Bereichen wie Trance und Electronica zu oder stellten ihre Aktivitäten vorläufig ein. Während Länder wie Italien oder die Vereinigten Staaten von diesem Phänomen zunächst unberührt blieben, wurde die Dark-Wave-Bewegung in Deutschland mehr und mehr zur Seite gedrängt und gilt aufgrund des Mangels an musikalischen Leitfiguren seit Ende desselben Jahrzehnts im Wesentlichen als erloschen.
Norditalien brachte mit Ataraxia, Black Rose, Camerata Mediolanense, Ordo Equitum Solis und The Frozen Autumn fünf Projekte hervor, die sich – neben den Vorkämpfern Kirlian Camera – international behaupten konnten. Anhand der Compilation-Serie Intimations of Immortality wird erstmals die Spanne und Lebhaftigkeit der italienischen Untergrundszene sichtbar. Etwa zur selben Zeit etablierten sich amerikanische Künstler wie This Ascension, Lycia, Love Spirals Downwards, Trance to the Sun oder Faith and the Muse, gefolgt von Requiem in White (und deren Nachfolgeband Mors Syphilitica), Bleeding Like Mine und The Machine in the Garden. Spanien florierte mit Gruppen wie Gothic Sex, Ecodalia und Remembrance, mit den Los Humillados erreichte eine der ältesten Bands kurzzeitige Popularität über spanische Grenzen hinaus.
Nach dem Abklingen der Cold-Wave-Ära in Frankreich schaffte nur eine geringe Anzahl genrespezifischer Künstler den Sprung in die 1990er, insbesondere Collection d’Arnell-Andrea und Opera Multi Steel. Es formierten sich vermehrt Acts aus dem Gothic-Rock-Umfeld, Corpus Delicti, Dead Souls Rising, Lucie Cries und The Brotherhood of Pagans waren einige der wenigen neuen Projekte, die länderübergreifend einen hohen Bekanntheitsgrad erlangten. Bis Ende der 1990er Jahre veränderte sich ein Teil dieser Bands stilistisch oder verschwand nahezu vollständig in der Versenkung. Drei weniger rocklastige Projekte aus dem französischen Raum sind hingegen Alan Woxx, Eros Necropsique und Rosa Crux. Letzteres ist seit seiner Gründung im Jahre 1984 auch heute noch als Musik- und Performance-Gruppe aktiv.
Vorerst auf Teile Westeuropas und Nordamerikas beschränkt, entfaltete sich Dark Wave in den 1990er Jahren zu einer weltweiten Bewegung. So konnten Finnland mit den Two Witches, Polen mit den Fading Colours, Nordirland mit This Burning Effigy, Rumänien mit Arc Gotic oder Australien mit der Band Ikon qualitativ an tonangebende Länder anknüpfen. Mit The Breath of Life und The Dreamside machten Belgien und die Niederlande abermals von sich Reden, nachdem dort bereits in den 1980ern Künstler wie Siglo XX, Clan of Xymox oder The Essence erste Erfolge feierten.

### Vereinzelte Hochphasen (2000 bis 2009)
Ende der 1990er und nach der Jahrtausendwende trat der Neofolk zunehmend aus dem Untergrund hervor. Forseti, :Of the Wand & the Moon:, Hagalaz’ Runedance, Orplid und viele andere Künstler verhalfen dem Stil zu seiner Popularität. Mit dem Erfolg gingen auch kritische Auseinandersetzungen um eine mögliche rechtsextreme Ausrichtung des Musikstils einher. Einige Vertreter des Stils wurden von populären DJs, Festivals und Zeitschriften der Schwarzen Szene zunehmend gemieden. Mitunter führte der Mangel an Öffentlichkeit dazu, dass der Erfolg des Neofolk abnahm und die Musik erneut als beständige Untergrunderscheinung erhalten blieb.
Ebenfalls Erfolgreich in der ersten Hälfte der 2000er Jahre wurde das Neoklassik-Genre, das erst im Verlauf der Dekade nach der Jahrtausendwende einen merklichen Auftrieb verzeichnete. Musikprojekte wie Arcana, Artesia, Dargaard, Gothica, Les Secrets de Morphée und Ophelia’s Dream beschritten europaweit den Weg, den Dead Can Dance, In the Nursery oder Stoa einstmals ebneten. Mit Artemis konnte wiederholt auch ein australischer Vertreter der Neoklassik Anklang finden. In der zweiten Hälfte der 2000er Jahre nahm der Einfluss aus Welt- und Ambientmusik bei vielen Vertretern des Genres zu und einige der Hauptvertreter, darunter Elend, Dark Sanctuary und WeltenBrand, stellten zum Ende der Dekade ihre Tätigkeit zumindest vorübergehend ein. Woraufhin auch Neoklassik zum Ende der Dekade kaum mehr wahrgenommen wurde.
Gleichzeitig bildete sich die Dark-Wave-Bewegung auf internationaler Ebene weiter zurück. Dieser Umstand wurde zusätzlich durch Künstler wie Kirlian Camera, Diary of Dreams, Love Spirals Downwards, The Machine in the Garden oder Sophya begünstigt, die ihre Kompositionen um genrefremde Elemente aus den Bereichen Trip-Hop, Techno und Electronica erweiterten. Auch die Grenzen zwischen Ethereal und Shoegazing verblassten über die Jahre, sodass Gruppen wie Autumn’s Grey Solace, Tearwave oder Aenima oftmals beiden Genres zugeordnet wurden. Als in den Jahren 2002 und 2003 auch führende Bands wie Lycia, Trance to the Sun und This Ascension ihre musikalischen Aktivitäten einstellten, erlosch Ethereal als eigenständige Teilströmung der Dark-Wave-Bewegung binnen kürzester Zeit.
Simultan dazu erlebte der Gothic Punk ein Revival im alten Stil; Gruppen wie Cinema Strange, Chants of Maldoror, Scarlet’s Remains, Frank the Baptist oder Bloody Dead and Sexy knüpfen an die Wurzeln des Genres im Punk an und verbinden den frühen Gothic Rock mit den Produktionsmöglichkeiten der Zeit. Viele dieser Bands werden unter der Bezeichnung Death-Rock vermarktet, obwohl sie stilistisch primär in der britischen Batcave-Szene der frühen 1980er verankert sind.

### Entwicklung bis zur Gegenwart (2010 bis heute)
Mit The Spoils, der Debütveröffentlichung von Zola Jesus im Jahr 2009, wurde in dem häufig Witch House genannten Stil eine vom Dark Wave beeinflusste Spielart der Popmusik erfolgreich. Die meist elektronische Musik von Zola Jesus vereinte dabei Einflüsse aus Electro Wave, Gothic Rock, Shoegazing, Trip-Hop und Post-Punk. Dabei ordnet sich das Gros der Witch-House-Interpreten eher der elektronischen Popmusik unter. Annähernd gleichzeitig etablierten sich neue internationale Vertreter des Dark Wave. Insbesondere der Electro Wave und der Gothic Rock wurden erneut beliebt. Unter anderem trugen das New Yorker Label Minimal Wave Records, das griechische Label Fabrika Records sowie das finnische Label Gothic Music Records und die mit Bandcamp geschaffenen neuen virtuellen Vertriebsstrukturen dazu bei, dass sich internationale Künstler des Dark Waves besser vermarkten ließen. Neue lokale Szene blieben hingegen weitestgehend aus. Der Electro Wave keimte ab 2011 durch europäische Projekte wie Linea Aspera, Phosphor, Minuit Machine, Hante, She Spread Sorrow, und Sixth June oder die schon zuvor aktive Molly Nilsson wieder auf. Im Gothic Rock etablierten sich unterschiedliche internationale Vertreter, insbesondere She Past Away aus der Türkei, Soror Dolorosa aus Frankreich und Ascetic aus Australien. Ebenso erlangte das Cold-Wave-Duo Lebanon Hanover besondere Aufmerksamkeit.
Hinzu kam auch der Erfolg des aus San Diego stammenden Duos Prayers, welches ihren vom Electro Wave beeinflussten Stil, mit lyrischen Bezügen zum lateinamerikanischen Gangdasein, als Cholo Goth bezeichnen. Mit zunehmendem Erfolg orientierten sich Prayers vermehrt an elektronischer Popmusik. Indes prägten Projekte wie die Gothic-Rock-Projekt This Cold Night und The Rope oder Dark-, Cold- und Electro-Wave-Projekte wie Death Loves Veronica, Tearful Moon, Blind Delon, Forever Grey und Boy Harsher eine Fortführung einer US-amerikanischen Dark-Wave-Szene.

## Genrespezifische Untergliederung
Ebenso wie New Wave ist Dark Wave eine Epoche mit mehreren, musikstilistischen und regionalen Ausprägungen. Dieser Epoche werden prinzipiell Stilformen zugewiesen, die Ende der 1970er- und über die 1980er-Jahre hinweg verteilt entstanden sind. In den späten 1980er- und frühen 1990er-Jahren kam es vermehrt zu Überlagerungen der Genres untereinander, da viele Künstler von nun an aus der stilistischen Vielfalt des vorangegangenen Jahrzehnts schöpfen konnten. Die Musik dieser Künstler ist infolgedessen nur schwer rubrizierbar und wird hilfsweise mit der Bezeichnung „Dark Wave“ grob umschrieben. Ein Beispiel hierfür ist die Band Endraum, die sowohl neoklassische Elemente als auch Joy-Division-typische Gitarren in ihrer Musik vereinte (bspw. in Regentanz).
Einige Richtungen, wie beispielsweise der Neofolk, verstehen sich heute als unabhängige Genres mit eigenständiger Subkultur, obgleich sie sich aufgrund zahlreicher stilistischer Verschränkungen nicht eindeutig aus dem Dark-Wave-Kontext heraustrennen lassen.

### Cold Wave
Cold Wave (engl. cold = ‚kalt‘, ‚kühl‘, wave = ‚Welle‘) ist eine sporadisch gebräuchliche Bezeichnung für Post-Punk-Gruppen der 1980er-Jahre, deren Musik durch den dezenten Einsatz von Synthesizern als kühl oder weniger lebhaft wahrgenommen wurde. Als Initiatoren der Bewegung gelten britische Musikgruppen wie Joy Division oder The Cure. Die Bezeichnung selbst war in Frankreich – unter anderem in Zusammenhang mit der Plattenfirma New Rose Records oder deren Sublabel Lively Art Records – geläufig. Einen Überblick über das musikalische Output im französischen Raum verschaffen die Kompilationen L’Appel de la Muse (1990) und Transmission 81–89· The French Cold Wave (2005), mit namhaften Künstlern wie Clair Obscur, Norma Loy, Guerre Froide, Asylum Party, Little Nemo oder Opera Multi Steel.
Anderen Quellen zufolge implizierte Cold Wave auch Stilformen wie Minimal Electro oder Electro Wave. So lässt das Wave-Magazin Glasnost im Jahre 1990 verlauten: „Cold Wave: Elektronische Klangkunst, deren Wärme in ihrer Kälte liegt.“ Dies war eine Anspielung auf die häufig als charmant empfundenen, analogen Synthesizer-Klänge der 1980er Jahre.
Eine großflächige Verbreitung über Frankreich hinaus erfuhr der Begriff „Cold Wave“ allerdings nie, was offenbar auf seine unpräzise Aussage zurückzuführen ist. Zwar gab es in anderen westeuropäischen Ländern ähnliche Gruppen, die sich dem Genre zuordnen lassen, wie Siglo XX, And Also the Trees, Passion Noire oder Pink Turns Blue. Im innerdeutschen Raum sprach man jedoch überwiegend von „Gitarren-Wave“ bzw. in vereinfachter Form lediglich von „Wave“ und deckte damit auch den frühen Gothic Rock ab.
Bedeutende Vertreter waren: Clair Obscur · Norma Loy · Guerre Froide · Résistance · Trisomie 21 · Martin Dupont · KaS Product · Excès Nocturne · Asylum Party · Opéra de Nuit · Little Nemo.

### Electro Wave
Electro Wave diente bis Mitte der 1990er Jahre als Bezeichnung für Kompositionen, die – innerhalb der Wave-Bewegung – schwerpunktmäßig durch Synthesizer, Sequenzer und Drumcomputer erzeugt wurden. Man fasste hierbei die Musik von Künstlern wie Anne Clark, Gary Numan, Depeche Mode, The Human League, John Foxx und Invisible Limits zusammen. Hinzu trat seit der zweiten Hälfte der 1980er eine Reihe weiterer Bands, wie Deine Lakaien, Poésie Noire, The Fair Sex, The Eternal Afflict, Metronic, Project Pitchfork, Individual Industry oder Drown for Ressurection.
Electro Wave lenkte jedoch nur bedingt in das Dark-Wave-Umfeld. Den Grund für eine Zuordnung bilden in erster Linie die betrüblichen Klänge von Alben wie The Sitting Room von Anne Clark (1982), Black Celebration von Depeche Mode (1986), das 1989er-Werk The Influence von Psyche oder die selbstbetitelte Mini-LP Kirlian Camera von Kirlian Camera (1981).
Nichtsdestoweniger bezogen zahlreiche Musiker, wie Fortification 55, Second Voice, The Mao Tse Tung Experience oder The Invincible Spirit, ihre Haupteinflüsse aus dem Synth-Pop- bzw. EBM-Bereich und agierten somit genre-übergreifend.
Bedeutende Vertreter: Anne Clark · Kirlian Camera · Deine Lakaien · Psyche · Project Pitchfork · The Eternal Afflict · Silke Bischoff (Debüt) · The Frozen Autumn.

### Ethereal
Ethereal (engl. ethereal = ‚ätherisch‘), auch Ethereal Wave oder fälschlich Etheric Wave genannt, ist ein überwiegend in den USA verbreitetes Genre, das sich auf Künstler wie Cocteau Twins, The Cure und die frühen, gitarrenlastigen Dead Can Dance beruft. Kategorisiert werden darunter primär verhallte, meist unter Einsatz eines Effektgerätes erzeugte Gitarrenklänge in Zusammenspiel mit weiblichem Gesang. Die Musik ist mit den Stilen Gothic Rock und Cold Wave verwandt (so ist der Einsatz der Bassgitarre bei allen drei Stilen nahezu identisch) und gilt allgemein als sphärisch, verhalten und weltentrückt, wodurch sie den Namen „Ethereal“ erhielt.
Als Urheber des Ethereal werden die Cocteau Twins betrachtet. Ursprünglich aus dem Gothic-Rock-Umfeld stammend, wandten sie sich 1983 einem verlangsamten und deutlich effektreicheren Klangbild zu, das mit Stücken wie Five Ten Fiftyfold, The Spangle Maker, Rococo, Otterley, Pink Orange Red, Ribbed and Veined oder Great Spangled Fritillary um 1985 vorläufig seinen Höhepunkt fand.
Ende der 1980er-Jahre startete eine Welle von Ethereal-Bands in den USA. Labels wie Projekt Records und Tess Records widmeten sich im folgenden Jahrzehnt dem Ethereal und nahmen Gruppen wie This Ascension, Lycia, Love Spirals Downwards oder Trance to the Sun unter Vertrag. Überlagerungen gibt es insbesondere mit Shoegazing und Dream Pop, Richtungen, die sich in England simultan herausbildeten und mit Bands wie My Bloody Valentine und Slowdive zu Beginn der 1990er-Jahre eine Blütezeit erlebten.
In den späten 1990ern verebbte der Ethereal allmählich und wurde nur noch durch wenige Bands, wie Autumn’s Grey Solace (Riverine, 2005), Stare (Haunted, 2000), Aenima (Sentient, 2003), Tearwave (Tearwave, 2007) oder lovesliescrushing (Shiny Tiny Stars, 2012) repräsentiert.
Bedeutende Vertreter: Autumn’s Grey Solace · Faith & Disease · Love Spirals Downwards · Lycia · Siddal · Soul Whirling Somewhere · Trance to the Sun.

### Gothic Rock

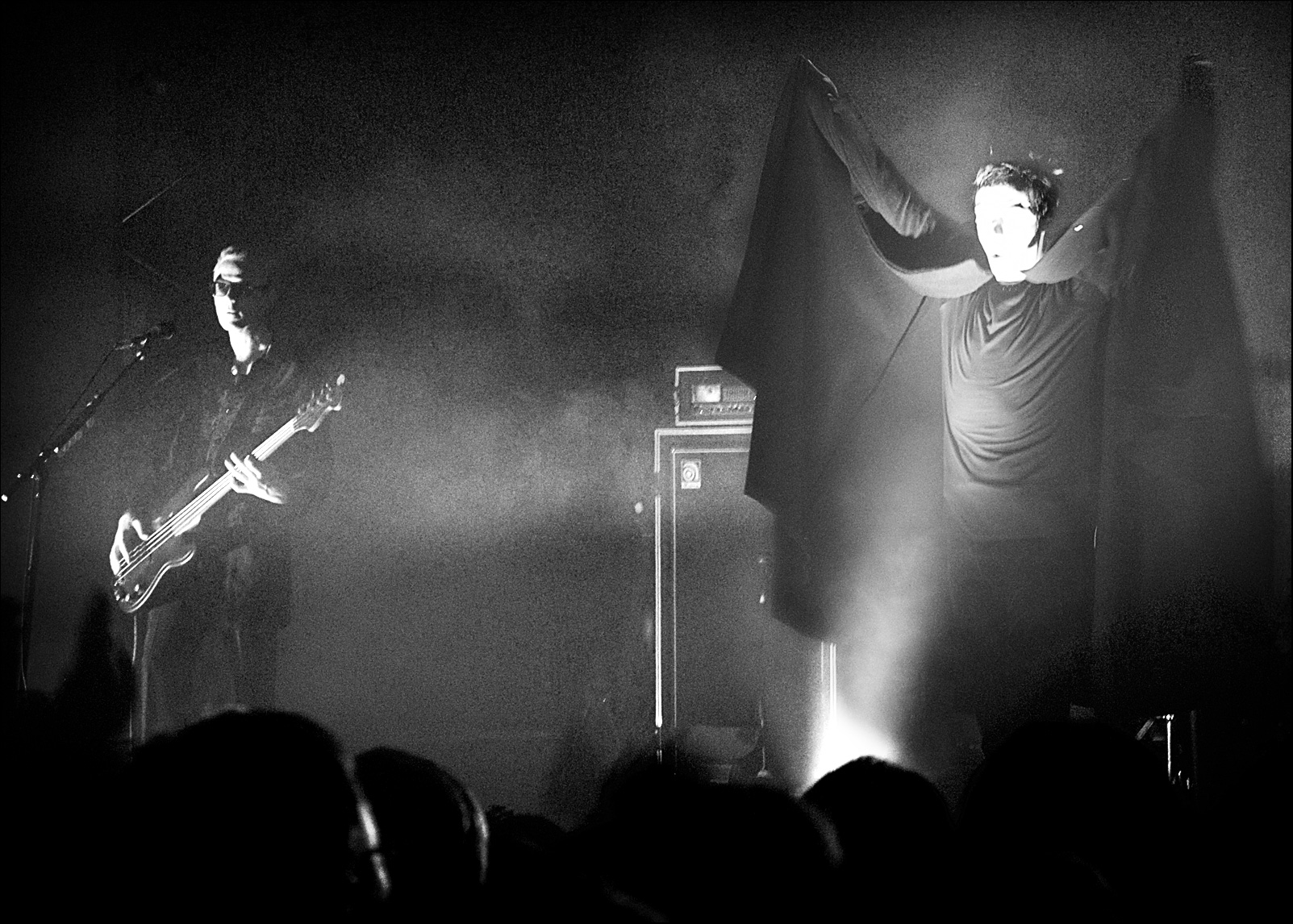
Bauhaus, hier bei einem Auftritt 2006, gelten als eine der Hauptvertreter des Gothic Rock

Der Gothic Rock entwickelte sich Ende der 1970er im Umfeld der britischen Post-Punk-Szene. Dieser Stil war in seiner Frühphase noch stark vom rohen Sound und von der Attitüde des Punk geprägt und wies in seiner Bandbreite Psychedelic- und Glam-Rock-Elemente auf. Vor allem der Psychedelic-Rock-Anteil trat ab der Mitte der 1980er deutlicher hervor und zieht sich bis in die 1990er Jahre wie ein roter Faden durch die Geschichte des Gothic Rock. Interessant erscheint in diesem Zusammenhang die Tatsache, dass die Bezeichnung Gothic Rock bereits 1967 in einem Bericht über die Psychedelic-Rock-Band The Doors Erwähnung findet.
Zu den Wegbereitern des Gothic Rock zählen Gruppen wie Bauhaus, Joy Division, Siouxsie and the Banshees und The Sisters of Mercy, später traten Bands wie Fields of the Nephilim hinzu, die einen leicht hard-rock-beeinflussten Stil pflegten. In den folgenden Jahren waren es Gruppen wie Love Like Blood, Garden of Delight, The Tors of Dartmoor und Rosetta Stone, die diese Spielart weiterführten, ehe der Gothic Rock ab Mitte der 1990er Jahre durch dark-wave-untypische Stilformen (Metal, Elektro, Mittelalterrock usw.) aus dem Rampenlicht verdrängt wurde.
Anmerkung: Die Bezeichnung „Gothic Rock“ konnte sich in England bis 1983 nicht weitläufig etablieren, sodass in regionalen Kreisen und auf dem europäischen Festland vorerst die Begriffe „Post-Punk“, „Positive Punk“, „Wave“ bzw. „Dark Wave“ kursierten.
Bedeutende Vertreter: Bauhaus · Siouxsie and the Banshees · Xmal Deutschland · The Southern Death Cult · The Sisters of Mercy · Fields of the Nephilim · Marquee Moon · The House of Usher.

### Neofolk
Der Neofolk, mit seinen zahlreichen Querverbindungen zur Post-Industrial-Szene, bildet das umstrittenste Genre innerhalb der Dark-Wave-Bewegung.
Death in June begründeten den Stil in den 1980ern, obgleich die musikalische Ausrichtung der Band anfangs nicht klar definiert war. Diese pendelte zunächst zwischen Post-Punk, Electro Wave, Folk und Post-Industrial, bevor sie endgültig in einem einheitlichen Stil kulminierte. Eine wesentliche Rolle spielt hierbei das in der Mitte der 1980er-Jahre veröffentlichte Album Nada!. Dieses Werk gilt aufgrund seiner Vielfalt als wegweisend für weitere Künstler aus dem Dark-Wave-Umfeld und präsentiert die ersten Songs im Neofolk-Gewand.
Neofolk-Kompositionen entstehen hauptsächlich durch die Verwendung von Akustikgitarren und Trommeln und den Einsatz von Samples und Synthesizern, die vorrangig der Untermalung dienen. Die Texte widmen sich Themen wie Magie, Esoterik, Heidentum, Runenlehre, Religion (Eschatologie) und Poesie, aber auch Anleihen aus der Zeit des Nationalsozialismus bilden bei einigen Neofolk-Projekten ein tragendes Element und werden ästhetisiert in Szene gesetzt, wodurch der Stil häufig in Kritik gerät.
Bedeutende Vertreter: Death in June · Sol Invictus · Current 93 · Forseti · Hagalaz’ Runedance · Of the Wand & the Moon.

### Neoklassik

Bacio di Tosca

Die Neoklassik schöpft stilistisch aus mehreren Epochen der Musik, oft in Zusammenspiel mit weiblichem, opernhaftem Gesang (Sopran, Mezzosopran), seltener Madrigal. Inspiriert durch verschiedene Stilmittel und Komponisten der Romantik, der Alten Musik oder der Neuen Musik, handelt es sich bei den Musikstücken überwiegend um elektronisch generierte oder semi-akustische Eigenkompositionen, nur selten wird dabei überliefertes Material neu interpretiert.
Der Ursprung der Neoklassik geht auf Gruppen aus dem Post-Punk- und Gothic-Rock-Umfeld zurück, die auf der Basis der DIY-Philosophie versuchten, ihre Songs durch klassische Arrangements zu untermalen, indem sie stufenweise auf klassisches Instrumentarium zurückgriffen oder Library-Sound-Samples in ihre Kompositionen einarbeiteten. Dazu zählten beispielsweise The Venomettes (The Dance of Death, 1983), deren Mitglieder unter anderem bei Siouxsie and the Banshees, Anne Clark, Peter Murphy, Virgin Prunes, Sex Gang Children oder The Glove mitwirkten, und This Mortal Coil (Waves Become Wings, 1984). Als früheste, vollständig im neoklassischen Stil produzierte Veröffentlichungen gelten das Album Stormhorse von In the Nursery aus dem Jahre 1987 sowie das im selben Jahr veröffentlichte Werk Within the Realm of a Dying Sun von Dead Can Dance, auf dem Instrumente wie Violine, Cello, Trompete, Posaune, Oboe und Militärtrommel („Military Snare“) Verwendung fanden.
In den 1990ern wurde dieses Konzept hauptsächlich mithilfe von Synthesizern fortgeführt, weit verbreitet ist inzwischen auch der Einsatz von Library-Sound-Samples (Kirchenglocken, Pizzicato, Orchestral-Samples). Überlagerungen existieren dadurch insbesondere mit Stilen wie Martial Industrial, Ritual und Dark Ambient.
Früheste Erwähnungen der Neoklassik in Zusammenhang mit Bands wie In the Nursery gehen bis auf das Jahr 1988 zurück. Trotz ihres Namens und verschiedener Einflüsse durch Komponisten wie Igor Fjodorowitsch Strawinski ist sie nicht mit dem Neoklassizismus verwandt.
Bedeutende Vertreter: Dead Can Dance · In the Nursery · Stoa · Dargaard · Ophelia’s Dream · Arcana · Love Is Colder Than Death · Elend · Dark Sanctuary · Artesia.

### Neue Deutsche Todeskunst

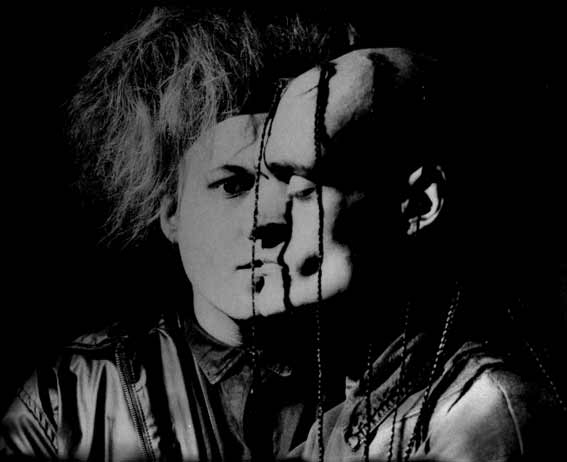
Das Ich gelten als wichtiger Interpret und Mitinitiator der NDT

Ab dem Ende der 1980er bildete sich im Süden Deutschlands die Neue Deutsche Todeskunst (kurz NDT) heraus, ein deutschsprachiger Zweig der Dark-Wave-Bewegung, bei dem poetisch, teils metaphorisch durchsetzte Liedertexte mit betontem Sprechgesang vorgetragen wurden. Die Auseinandersetzung mit Themenbereichen wie Tod, Vergänglichkeit, Ängste und Isolation bildete hierbei einen wesentlichen Bestandteil, als Anreiz dienten unter anderem der literarische Surrealismus, die philosophischen Werke von Friedrich Nietzsche, sowie skeptizistische oder gar nihilistische Weltanschauungen.
Eine feste musikalische Ausrichtung gab es in diesem Fall nicht. Gewöhnlich wurden Elemente aus Gothic Rock und Electro Wave verarbeitet, auch wurden Einflüsse aus der Neoklassik, der Avantgarde oder dem Post-Industrial (Einstürzende Neubauten) oftmals miteinander vermengt. Konträr dazu gibt es Songs, bei denen die Musik verstärkt in den Hintergrund tritt. Diese ähneln wiederum einer Art Hörspiel oder Musiktheater.
Bereits in der Mitte der 1990er-Jahre geriet die Neue Deutsche Todeskunst vor allem durch die Stiländerung ihrer Hauptvertreter (zum Beispiel Das Ich, Goethes Erben und Lacrimosa) in Vergessenheit. Sie gilt dabei als die letzte im Dark-Wave-Umfeld entstandene Form der Musik.
Bedeutende Vertreter: Das Ich · Goethes Erben · Lacrimosa · Relatives Menschsein · Endraum · Illuminate · Misantrophe · Christian Dörge · eXplizit einsam.

## Stilhybride
Ab der Mitte der 1980er Jahre entstanden mehrere kulturelle und musikalische Stilhybride die unter dem Einfluss des Dark Wave standen. Insbesondere im Hardcore Punk und Post-Industrial fanden Überlagerungen, aber auch frühe Parallelentwicklungen statt deren Zuordnung zum Dark Wave strittig blieb.

### Punk
In den Vereinigten Staaten entwickelte sich in den späten 1970er und frühen 1980er Jahren im musikalischen Untergrund von Los Angeles mit dem Death-Rock, ein Genre das parallel zum Gothic Punk entstand und ähnliche Spielformen bemühte.
In der BRD und in der DDR entstand in den frühen 1980er Jahren „aus den Dunstkreisen meist punkorientierter Bands“ ebenfalls eine parallele Musikentwicklung zum Gothic Rock und Gothic Punk, die Ideen von Joy Division, Bauhaus und Siouxsie and the Banshees aufgriff. Der von Gruppen wie Fliehende Stürme und EA80 repräsentierte Depro-Punk wurde dabei kulturell mehr Punk und Hardcore Punk zugerechnet als der Wave- und Gothic-Szene.
Bedeutende Vertreter: (Death-Rock) Christian Death · TSOL · 45 Grave · Rudimentary Peni · The Flesh Eaters (Depro-Punk) Abwärts · Fliehende Stürme · EA80 · Rosengarten · Die Art

### Post-Industrial
Künstler des Post-Industrial verschmolzen in den 1980er und 1990er Jahren Elemente und Ideen des Industrial mit Stil-Facetten, die sie dem Dark Wave und der Gothic-Szene entnahmen. Darunter rechnet der Kulturwissenschaftler Marcus Stiglegger den „apokalyptisch anmutenden und Tiefbassbasierten“ Dark Ambient ab der Mitte der 1980er, gefolgt von dem Ende der 1980er um das Label Cold Meat Industry entstanden Death Industrial und dem „betont martialischen“ Martial Industrial, der in den frühen 1990ern unter anderem Ideen von In the Nursery und Laibach aufgriff.
Bedeutende Vertreter: (Dark Ambient) Lustmord · Nocturnal Emissions · Zoviet France · Raison d’être · Endvra (Death Industrial) In Slaughter Natives · Brighter Death Now · Megaptera · Maschinenzimmer 412 · Atrax Morgue (Martial Industrial) The Moon Lay Hidden Beneath a Cloud · Allerseelen · Der Blutharsch · Blood Axis · In the Nursery

## Entwicklungsstufen / Popularität
Die grauen Balken kennzeichnen die Entstehung und – mit Hilfe der Balkenlänge – die Dauer der Popularität einer musikalischen Strömung. Alle Angaben beziehen sich auf annähernde Werte, Abweichungen sind daher möglich.

## Labels

### Plattenfirmen
- 4AD
- Alea Jacta Est
- Alice in…
- Apocalyptic Vision
- Apollyon Rekordings
- Beggars Banquet
- Creep Records
- Danse Macabre
- Dark Star
- Dion Fortune Records
- Discordia
- Energeia
- Glasnost Records
- Gymnastic Records
- Hyperium Records
- Middle Pillar
- New Rose Records
- Nyctalopia Records
- Palace of Worms
- Projekt Records
- Radio Luxor
- Resurrection Records
- Sounds of Delight
- Talitha Records
- Tess Records
- World Serpent

Einen wichtigen Stellenwert nimmt das britische Independent-Label 4AD ein, das in den 1980ern mit seinen Veröffentlichungen bedeutenden Einfluss ausübte. Hier erschienen die Alben von Cocteau Twins (Head over Heels, 1983), Dead Can Dance (Dead Can Dance, 1984), This Mortal Coil (It’ll End in Tears, 1984), Clan of Xymox (Medusa, 1986) oder Pieter Nooten & Michael Brook (Sleeps with the Fishes, 1987).
Plattenfirmen wie Hyperium Records oder Projekt Records sind offenkundig durch das Output von 4AD inspiriert worden, speziell auch in Hinsicht auf die graphischen Umsetzungen Vaughan Olivers.
Das Mutterlabel von 4AD war Beggars Banquet, die Plattenfirma, die sich für die Alben von Gothic-Größen wie The Southern Death Cult, Bauhaus und den Fields of the Nephilim verantwortlich zeichnet.
Das französische Label Alea Jacta Est richtete seine Aufmerksamkeit zunächst auf Compilation-Veröffentlichungen von Künstlern aus dem Cold-Wave- und Gothic-Rock-Umfeld und konnte bereits mit der fünfteiligen Sampler-Reihe L’Appel de la Muse schnell Interesse erwecken. Die 1988 von Olivier Paccaud (Lucie Cries) ins Leben gerufene Plattenfirma, die mit Gruppen wie Clair Obscur, Nuit d’Octobre, Decades oder Mémoires d’Automne aufwarten konnte, stellte in der Mitte der 1990er Jahre ihre Labelarbeit ein.

### Tape-Labels
Bis in die frühen 1990er Jahre hinein existierte eine aktive und europaweite Tape-Szene. Mit dem Tape als kostengünstiges Speichermedium lag der Verkauf und die freie Verfügbarkeit in den Händen der Musiker. Um die Musik der jeweiligen Künstler konzentrieren und besser vermarkten zu können, wurden Tape-Labels ins Leben gerufen. Einige der Labels, die sich über einen längeren Zeitraum erfolgreich etablieren konnten, waren Pleasantly Surprised, IndepenDance, No Control Torture, Beton Tapes, Gorkon Recordings oder Grabaciones Góticas.
Das schottische Label Pleasantly Surprised wurde 1982 gegründet und zählte neben Künstlern wie Cocteau Twins, Bauhaus, Death in June, The Wake, Pink Industry, The March Violets, Dead Can Dance und In the Nursery auch Bands außerhalb des vereinigten Königreichs, unter anderem Clair Obscur und Xmal Deutschland, zu seinem Repertoire. 1986 ging das Label in der Plattenfirma Cathexis Recordings auf.
No Control Torture war das in Koblenz beheimatete Label von Wolfgang Scholz (The Torturer Magazine, später bei The Gothic Grimoire aktiv). Auf diesem Tape-Label erschienen seit 1990 Titel von Ataraxia, Ghosting, Derrière le Miroir, Alan Woxx, Maeror Tri, Die Laughing, The Venus Fly Trap oder Beyond the Wall of Sleep. Etwa gleichzeitig gründete der Hamburger Alexander Pohle das Label Beton Tapes und anschließend Gorkon Recordings, auf denen mit Künstlern wie Ataraxia, Ghosting, Every New Dead Ghost, Two Witches, Lore of Asmoday, The Evasion on Stake, Sopor Aeternus & the Ensemble of Shadows, Rosa Crux, Blooding Mask, Chandeen, The House of Usher oder Remain In Silence bis in die Mitte der 1990er Jahre weit über 100 Tape-Veröffentlichungen erschienen.
Trotz der seit Mitte der 1980er Jahre bestehenden Dark-Wave-Bewegung in Spanien, blieb die Szene in Großstädten wie Barcelona und Madrid bis heute relativ klein. Einen wichtigen Anlaufpunkt bot das barcelonische Label Grabaciones Góticas, das sich bis in die 1990er Jahre auf Kassettenveröffentlichungen beschränkte, da sich die Produktion einer CD in Spanien als äußerst teuer erwies. Bands wie Los Humillados (Dark Archives 1985–1995, 1997), Gothic Sex (Divided We Fall, 1994) oder Ecodalia (Angel’s Glamour, 1995) fanden hier Unterschlupf.

## Veröffentlichungen mit Schlüsselqualitäten (Auswahl)
| 1979–1989 | 1989–1999 |
| --- | --- |
| - 1979: Bauhaus – Bela Lugosi’s Dead - 1980: Joy Division – Closer - 1981: The Cure – Faith - 1981: New Order – Movement - 1982: Anne Clark – The Sitting Room - 1983: mittageisen – mittageisen - 1983: Cocteau Twins – Head Over Heels - 1984: Clan of Xymox – Subsequent Pleasures - 1984: Dead Can Dance – Dead Can Dance - 1985: Death in June – Nada! - 1985: Opera Multi Steel – Cathédrale - 1985: The Sisters of Mercy – First and Last and Always - 1985: Fields of the Nephilim – Burning the Fields EP - 1986: Depeche Mode – Black Celebration - 1986: And Also the Trees – Virus Meadow - 1986: Clan of Xymox – Medusa - 1986: Deine Lakaien – Deine Lakaien - 1988: Pink Turns Blue – Meta - 1989: The Cure – Disintegration - 1989: Psyche – The Influence - 1989: Die Form – Photogrammes | - 1991: Lycia – Ionia - 1991: The Tors of Dartmoor – The Obvious Darkness - 1992: Silke Bischoff – This is the New Religion! - 1992: Girls Under Glass – Darius (feat. Peter Heppner) - 1992: Wolfsheim – No Happy View - 1992: Passion Noire – As Time Goes By - 1992: Love Is Colder Than Death – Mental Traveller - 1993: Aurora Sutra – The Land of Harm and Appletrees - 1993: Garden of Delight – Sargonid Seal - 1994: Corpus Delicti – Sylphes - 1994: Faith and the Muse – Elyria - 1994: Diary of Dreams – Cholymelan - 1994: La Floa Maldita – The Concealed Spell - 1995: Chandeen – Jutland - 1995: The Frozen Autumn – Pale Awakening - 1995: In My Rosary – Strange EP - 1995: Ataraxia – La Malédiction d’Ondine - 1996: Morbus Kitahara – Reviving the Fading Light - 1997: The Machine in the Garden – One Winter’s Night … - 1999: Ding An Sich – Old as Forever … New as Tomorrow |